# Преподобни Аврамије и Коприје
Преподобни Авраамије и Коприје Печеншки (Вологда 15. век) - оснивачи Спаске испоснице 1492. године на реци Печенги, у округу Грјазовец, Вологдска губернија.
Свети Аврамије и Коприје су изградили манастир Печенга Грјазовец Спасо-Преображенски од темеља, без средстава, и довели га такво стање да је био достојан служења Свете Литургије.
Блажени радници нису се штедели, ревносно подвизавајући се за Господа до смрти.
Манастир је укинут 1764. године. У некадашњем манастиру, и порти парохијске цркве, под чуном су почивале мошти преподобног Авраама и његовог сабрата Коприја.
Спомен преподобног Авраама и Копри Печенгског празнује се 17. фебруара (4. фебруара – по јулијанском календару).